# Prime
Prime – mołdawska stacja telewizyjna. Powstała 1 września 1999 na mołdawskich częstotliwościach rosyjskiej telewizji ORT.
Stacja emituje zarówno rodzime produkcje, jak i transmituje programy rosyjskiej stacji Pierwyj kanał. Niektóre transmitowane w ten ostatni sposób produkcje i filmy opatrzone są napisami w języku rumuńskim.